# Bear Stearns
The Bear Stearns Companies, Inc., más conocido solo como Bear Stearns, radicado en Nueva York, fue un banco de inversión global y broker de valores, hasta su venta al banco JPMorgan Chase en 2008 durante la crisis financiera global. Sus principales áreas de negocio, según la distribución de ingresos de 2006, fueron mercado de capitales (valores, renta fija y banca de inversión, cerca del 80%), gestión de patrimonio (menos del 10%), y servicios globales de compensanción (12%).
Bear Stearns se dedicó a la titulización y emitió una importante cantidad de valores respaldados por activos, de los cuales, en el caso de las hipotecas, fue su pionero Lewis Ranieri, "el padre de los activos con hipotecas". A medida que las pérdidas de los inversores comenzaron a crecer en este tipo de mercados en 2006 y 2007, la empresa continuó aumentando su exposición a ellos, especialmente en los activos respaldados por hipotecas, que fueron clave en el desarrollo de la crisis de las hipotecas subprime. En marzo de 2008, el Banco de la Reserva Federal de Nueva York facilitó un préstamo de emergencia para intentar evitar un colapso súbito de la empresa. La compañía no pudo ser salvada y fue vendida a JP Morgan Chase por $10 por acción, un precio muy por debajo de su precio precrisis, que alcanzó un máximo durante 52 semanas de $133.20 por acción, pero no tan bajo como el precio de $2 por acción que se pactó originalmente por Bear Stearns y JP Morgan Chase.
El colapso de esta empresa fue el preludio del colapso que vivió el sector de la banca de inversión en septiembre de 2008, y la subsiguiente crisis financiera global. En enero de 2010, JPMorgan dejó de utilizar el nombre de Bear Stearns.
Su director ejecutivo, junto con los de Goldman Sachs, AIG, Lehman Brothers, Merrill Lynch y Magnetar obtuvieron, por su gestión durante la Crisis financiera de 2008, el Premio Ig Nobel de Economía de 2010.